# Việt Hương
Nguyễn Việt Hương (sinh ngày 15 tháng 10 năm 1976), thường được biết đến với nghệ danh Việt Hương, là một nữ diễn viên, nghệ sĩ hài kiêm người dẫn chương trình truyền hình người Việt Nam.

## Tiểu sử
Việt Hương sinh ra và lớn lên tại Thành phố Hồ Chí Minh. Cha bà là nghệ sĩ xiếc Nguyễn Lâm Bằng (1936–2019) và mẹ bà là Huỳnh Kiều Oanh (1943–2013).
Sau khi cha mẹ chia tay, bà đã trải qua những ngày tháng buồn nhất của cuộc đời vì thiếu vắng tình thương đầy đủ của gia đình. Để có tiền phụ giúp mẹ, bà phải trải qua rất nhiều công việc. Bà nhận show đi hát ở nhà hàng, quán ăn. Không chỉ đi hát, bà còn nhận làm cả những công việc lao động vất vả để kiếm tiền.
Việt Hương từng theo học tại Trường Nghệ thuật Sân khấu II (nay gọi là Trường Đại học Sân khấu – Điện ảnh Thành phố Hồ Chí Minh) là học trò của nghệ sĩ Công Ninh khi còn học dự thính 1 năm trước khi chính thức trở thành sinh viên của trường. Lớp của bà do nghệ sĩ Minh Nhí chủ nhiệm, lúc đó bà đảm nhiệm vai trò lớp trưởng. Cùng lớp thời đó của bà có nhiều nghệ sĩ nổi tiếng sau này như Thúy Nga, Tiết Cương, Hạnh Thúy và Cao Minh Đạt.
Kể từ khi còn là sinh viên Trường Nghệ thuật Sân khấu II (nay gọi là Trường Đại học Sân khấu – Điện ảnh Thành phố Hồ Chí Minh), bà đã được Huy chương Bạc cho Diễn viên xuất sắc trong Hội diễn Sân khấu Kịch nói Chuyên nghiệp Toàn quốc vào năm 1995 với vai Liên trong vở Trò Đùa Người Lớn. Ngay sau khi tốt nghiệp vào năm 1997, bà được mời vào nhiều vai diễn kịch dài như vở Nữ Sinh, Hoài Thu Của Tôi... Từ năm 1998 đến 2004, bà là một trong những diễn viên chính của Sân khấu Kịch Sài Gòn (đường Pasteur, Quận 1). Năm 1999, bà một lần nữa giành được Huy chương Vàng cho Diễn viên Xuất sắc trong Liên hoan Sân khấu Chuyên nghiệp Toàn quốc.
Sau khi được mời diễn cùng nhiều nhóm hài đình đám thời đó, bà đã quyết định lập nhóm hài riêng của mình vào năm 2002. Ba năm liên tiếp, từ năm 2003 đến năm 2005, bà đoạt Nhóm Hài được yêu thích nhất trong Gala Cười (VTV3 – Đài Truyền hình Việt Nam). Tạp chí Sân khấu bình chọn bà làm Nữ Diễn viên xuất sắc nhất của năm 2004. Trong năm 2005, bà đoạt giải Mai Vàng cho Diễn viên Chính Kịch vở Sự cám dỗ dịu dàng, một trong những giải thưởng uy tín của Báo Người Lao động. Năm 2007, bà được khán giả bình chọn là Nghệ sĩ Hài được yêu thích nhất giải HTV Award (Đài truyền hình Thành phố Hồ Chí Minh). Bà còn lấn sân sang lĩnh vực sân khấu cải lương trong những vở Hoa đồng cỏ nội, Chiếc áo Thiên Nga, Thúy Kiều.
Từ khi lấy nhạc sĩ, nhạc công saxophone Nguyễn Hoài Phương (người Mỹ gốc Việt), Việt Hương định cư tại California, Hoa Kỳ. Vào cuối năm 2007 cho đến nay, Việt Hương liên tục cộng tác với Trung tâm Thúy Nga và xuất hiện trong nhiều cuốn DVD Paris by Night, một sản phẩm giải trí được nhiều người xem nhất của người Việt tại hải ngoại.
Là một trong số những diễn viên hài Việt Nam được yêu thích nhất, bà cùng bạn diễn Hoài Tâm lưu diễn khắp nơi trên thế giới như: Đức, Pháp, Ba Lan, Nga, Úc, New Zealand, Nhật Bản, Đài Loan, Singapore, Canada... và khắp các tiểu bang tại Hoa Kỳ. Việt Hương đã phát hành gần 20 đĩa DVD hài của mình và xuất hiện trong hàng ngàn tiểu phẩm hài và vở kịch khác mà đã được bán bất cứ nơi nào có người Việt trên toàn thế giới. Tuy định cư tại hải ngoại bà vẫn thường xuyên được mời hợp tác trong các chương trình tại Việt Nam.
Ngoài việc là một diễn viên hài, bà còn xuất hiện trên điện ảnh với những vai diễn ấn tượng trong những bộ phim ăn khách như Nhà có 5 nàng tiên, Quý Tử Bất Đắc Dĩ, Đời Như Ý, Duyên Trần Thoát Tục, Cưới Chạy, Tía tui là cao thủ (2016) và nhiều bộ phim truyền hình dài tập như Dạ Khúc Nguyệt Cầm, Hai Người Cha, Yêu Thuê, Chàng Mập Nghĩa Tình...
Với sự bùng nổ của truyền hình thực tế, bà liên tục xuất hiện trên màn ảnh truyền hình với vai trò giám khảo, MC... trong những chương trình game show hoặc tuyển chọn tài năng như Vietnam's Got Talent, VStar-Kids, Cười Xuyên Việt, Bí mật đêm Chủ Nhật (Whose Line is it Anyway?), Ơn giời cậu đây rồi! (Thank God You Are Here), Thách thức danh hài (Crack Them Up), Người bí ẩn (Odd One In), A-Ha (Aha!, Japan), Hội ngộ danh hài (Sân khấu nghiêng), Tài Tiếu Tuyệt và Chuẩn cơm mẹ nấu.

## Sự nghiệp diễn xuất

### Tiểu phẩm hài
| - 1001 kiểu nói láy – vai cô học trò - 108 Anh Hùng Lương Sơn Bạc - vai Bàn Tiểu Muội - Ai cưới? Cưới ai? – vai Lý - Ai là thủ phạm – vai bà Bốn - Anh hùng sợ vợ – vai Bảnh - Anh sui chị sui – vai bà xui - Ba người bạn già – vai Ngô Ngạo Nghễ - Bà ơi, đóng cửa lại - vai bà lão - Bà Tốn lấy le – vai bà Tốn - Ba trong một – vai cô diễn viên - Bạn đến nhà chơi – vai bé Ba - Bao công xử án – vai bà Mụ - Bùa yêu – vai bà vợ - Buồn hơn cổ tích – vai Juliet - Cảnh giác - Cầu cơ – vai người mẹ - Cậu Long tuyển vợ - Cây cầu dừa - Cha dượng dạy con – vai người mẹ - Chiến tranh thần tượng – vai Xuân - Cho chừa cái tật – Siêu Nhanh – vai Nhanh - Cho vay - vai bà Ngọc - Chú Thoòng bắt ma - Chưa chắc đâu ba - Chuyện không thể ngờ – vai bà chủ quán bia - Chuyện nhà Táo Quân – vai bà Táo - Chuyện sui gia – vai bà sui - Chuyện tình chàng họa sĩ - cô ca sĩ thập niên 60 - Chuyện tình chàng mắt hí – vai Út Lài - Chuyện tình Facebook – vai người mẹ - Chuyện tình yêu– vai Mai - Chuyện vợ chồng – vai vợ - Cô Long Dương Hóa - vai Cô Long - Cô nàng gia sư – vai cô Gia Sư - Cô Tấm thời nay - vai mẹ Cám - Coi bói - Cưới vợ cho người – vai Mai - Đại hội Lô Tô (2003) – vai Ung Thị Tròn - Đại hội Lô Tô (2005) – vai MC Cẩm Hường - Đàn ông là như thế – vai Hương - Đất phương Nam - Dạy con hàng xóm - Dạy con | - Độc nhãn long – vai Sáu Nhàn - Đòi nợ - Đội trinh sát nghiệp dư (Tập 2) – vai bé Tý - Du Học – vai bác Tư - Facebook - vai bà Tám - Gã lang thang và con điếm – vai con điếm - Gã lưu manh và chàng khờ - Gã si tình – vai Hương - Gặp lại cố nhân - Già lớn tật - vai chị Ba - Giá rẻ hết hồn – vai bà lão - Giấc mơ xuân – vai Hương - Giận hờn – vai Hương - Giang hồ đòi nợ - Hạnh phúc gia đình – vai người vợ - Hạnh phúc quanh đây – vai Hương - Hết biết - Hết nói chồng tui – vai người vợ - Hình như là ba vai bé Vinh - Hoa và bông – vai Tư Hoa - Hoài cổ - Hợp đồng hẹn hò - Khổ vì đề – vai bà mẹ - Kỵ thủy - vai bà coi bói - Lấy chồng ngoại - vai bà mẹ - Lì xì đầu năm – vai bà lão - Liên khúc xuân – vai quý bà - Lộn nhà - Lớp dạy ghen – vai bà lão - Ma men - Mất chai rượu – vai bà Tám - Máy dò nói dối — vai bà vợ - Mê gái – vai Huệ - Mơ làm ca sĩ – vai người bán vé số - Một ngày xui xẻo – vai con Hương khùng - Người cha giàu có – vai thuyền trưởng - Người cha – vai bé Hương - Người thứ 99 – vai bà chủ quán bia - Nhà hàng 4 sao rưỡi – vai khách hàng*Nhổ răng - Nỗi lòng ông Táo – vai người nhiều chuyện - Nỗi oan Triển Chiêu – vai bà vợ - Nữ hoàng giả – vai cung nữ - Nữ hoàng nhạc rock – vai Lệ | - Ôi du học - Ơn Giời Táo đây rồi (Táo Quân 2015) - Quà cưới đầu xuân – vai vợ Tony - Quán bốn mùa (chương trình) - Sinh nghề tử nghiệp – vai Vy - Sui gia - Tấm cám thời nay – vai người mẹ - Tấm vé số – vai người bán vé số - Tết này gả hết – vai Hằng - Tết ở quê ra- vai người mẹ - Thằng Mắm con Muối - vai con Muối - Thầy chùa – vai bà Mai - Thầy lưỡi - Thầy Năm giải mộng – vai bà bán bún - Thi chửi - Thị Mầu – vai vợ thằng Đớt - Thử lòng anh thôi – vai Hương - Thủy Hử - Tiệc cưới 70 – vai Hương - Tiểu long nữ - Tình cha – vai bà sáu - Tình già xuyên thời gian – vai bà lão - Tình không lối thoát – vai bà già - Tình và tiền – vai Hương - Tình xưa nghĩa cũ – vai bà Bảy Sữa - Tôi không thích Tết - Tôi yêu Việt Nam – vai Thư ký - Trai tài gái sắc – vai cô Hai - Trên vườn dưới ruộng (chương trình) - Trong nhà ngoài ngõ (chương trình) - Tứ đại mỹ nhân – vai Tây Thi - Tứ đổ tường – vai bà Tứ - Tư xỉn xông nhà – vai chị Ba - Tuần trăng mật – vai người vợ - Về lại quê hương – vai người cô - Vé số 10,000,000 đồng – vai bà già - Về thăm quê em (2005) – vai Mai Cua - Viện dưỡng lão – vai bà lão - Vợ chồng già - Vỡ mộng – vai Lựu - Vỏ quýt dày có móng tay nhọn – vai Hương - Vụ án thế kỷ - vai Hồng - Vượt lên chính mình – vai Thanh Như Ngọc - Xe vua |

#### Gala Cười
- Đặc sản rắn rùa (2003) - vai Má mì
- Tuyển diễn viên (2003) – vai người bán bánh giò
- Lấy chồng ngoại quốc (2004)
- Yêu trò (2004)
- Sống giả chết giả (2005) – vai bé Đởi
- Tỷ phú (2005) – vai chị Tám
- Titanic (2006) – cô bán bánh giò

#### Blue Ocean
- Gia đình vui vẻ (Đại hội các danh hài 1)
- Siêu tiếp thị (Đại hội các danh hài 2)
- Đôi vòng kỳ lạ (Đại hội các danh hài 4)
- Trai tài gái sắc (Đại hội các danh hài 5)
- Đàn ông là như thế (Đại hội các danh hài 7)
- Bông và hoa (Đại hội các danh hài 8)
- Vỏ quýt dày, Móng tay nhọn (Đại hội các danh hài 9)
- Hội lô tô (Vườn hoa âm nhạc và tiếng cười 3)
- Xin anh đừng hứa (Vườn hoa âm nhạc và tiếng cười 4)
- Đố vui bé học tiếng Việt (Vườn hoa âm nhạc và tiếng cười 9)

#### Tình
- Điệp vụ trong bóng mờ (Tình Đặc Biệt MTV 02)
- Kế nam nhân (Tình Đặc Biệt MTV 02) – vai Tư Kẽm
- Ước mơ sao (Tình Đặc Biệt MTV 104)
- 3 trong 1 (Tình Đặc Biệt MTV 104)
- Đám rác (Quê hương - Tình yêu - Tuổi trẻ)

#### Hội ngộ danh hài - HTV
- Chuyện gia đình
- Ghen
- Đi đẻ
- Mê giai
- Chuyện vợ chồng
- Chuyện công viên
- Chuyện tình không tuổi
- Tình già
- Hai trống một mái
- Cô dâu Hàn kiều
- Đường cong

#### Ơn giời cậu đây rồi- VTV
- Chuyện chàng Chí
- Má hồng đánh ghen
- Vợ hỏi cung
- Gã đầu bếp dễ thương
- Cha và con trên du thuyền chục tỷ
- Hẹn hò 1
- Lễ hấp hôn
- Súng nước cướp nhà băng
- Hẹn hò 2
- Cao bồi trông trẻ
- Kẻ đốt đền
- Trăng mật trong rừng
- Gia chủ hà tiện
- Thợ sửa ống nước
- Chuyện tình già

#### Tài tiếu tuyệt - HTV
- Gánh bún bấp bênh
- Geisha
- Tiểu yến xào
- Lính ngự lâm – vai Hoàng Hậu

### Albums
| - Lấy chồng ngoại - Anh chàng nhà quê - Những con vịt - Hà rứa - Bài Tango xa rồi - Chuyện vợ chồng - Chuyến xe bão táp - Chuyện vợ chồng - Chung tình - 200 đô - Đổ rác - Hội thi làng ta - Tôi không chết - Một ngày xui xẻo - Cái vòng tròn - Viết di chúc - Ghế công viên - Vầng trăng khóc - Xem chùa - Cô bé cột khăn đỏ - Đập vỡ cây đàn - Máy hoán vị - Hãy trả lời em - Điều kỳ diệu | - Khiêu vũ - Bấm chuông - Đôi dép - Bánh Cam - Ai trả tiền - Nói láy - Xem tranh - Luật nhà quê - Gọi hồn - Bí kíp võ công - California Dream - Ma xe lam - Xác chết loạn nghĩa trang - Hồn ma vườn xoài - Khi Xưa Ta Bé - Con trai con gái - Thà trắng thà đen - Tình có như không - Vầng trăng cô đơn - Tấm vé số - Cho vay - Gậy ông đập lưng ông - Đinh tặc |

### Kịch nói
- Ba Giai, Tú Xuất - vai Hương
- Bến đục bến trong - vai Vui
- Cha yêu - vai Hồng
- Chỉ một lời hứa
- Đêm tình yêu - bà Mười
- Hoa mướp vàng - vai Hương
- Hoài Thu của tôi - vai bé Hoài Thu
- Làm người ai làm thế - vai Quỳnh Như
- Lấy chồng xứ lạ - vai Má mì
- Người cha - vai Hai Hương (Trương Mạn Ngọc)
- Người đẹp và tên trùm - vai Nguyệt
- Nữ Sinh - vai Cúc Hương
- Ốc mượn hồn - vai Tố Tố
- Sự cám dỗ dịu dàng - vai Hoài Diễm
- Taxi may mắn - vai bà Diệp
- Thiên thần gõ cửa - vai bà chủ cho thuê VCD
- Tình cha - vai dì Sáu
- Trạng chết chúa băng hà – vai nô tì
- Trò đùa người lớn - vai bé Liên
- Yêu thầy - vai chị Hai

### Cải lương
- Chiếc áo Thiên Nga
- Hoa đồng cỏ nội
- Sông dài
- Thúy Kiều

### Phim điện ảnh
| Năm  | Tựa Phim                    | Vai Diễn                |
| ---- | --------------------------- | ----------------------- |
| 2005 | Khi đàn ông có bầu          | Y tá Hương              |
| 2007 | Duyên trần thoát tục        | Xuân Lan                |
| 2013 | Nhà có 5 nàng tiên          | Mai Nhỏ nhẹ             |
| 2013 | Cưới chạy                   | Bà Hai                  |
| 2014 | Đời Như Ý                   | Lùn                     |
| 2015 | Tiên Nữ Không Kiêng Cữ      | Tiên nữ                 |
| 2015 | Quý tử bất đắc dĩ           | Hai Mùi                 |
| 2015 | Trùm Cỏ                     | Uyển Uyển               |
| 2016 | Tía tui là cao thủ          | Bà Nhã                  |
| 2016 | Gái Già Lắm Chiêu           | Bác sĩ Tôn Nữ Trang Đài |
| 2016 | Chạy đi rồi tính            | Mỹ Lệ Tuyền             |
| 2017 | 49 Ngày 2                   | Dì Út                   |
| 2017 | Xóm trọ 3D                  | Ông Nội                 |
| 2017 | Hoán đổi                    | Võ sư Mai Ngọc Hoa      |
| 2018 | Em gái mưa                  | Kim Châu                |
| 2019 | Pháp sư mù: Ai chết giơ tay | Bà An                   |
| 2019 | Vu quy đại náo              | Dì Hai                  |
| 2021 | Sám hối                     | Quản Gia                |
| 2022 | Nhà không bán               | Thúy Liễu               |
| 2024 | Trà                         | Tuyết                   |
| 2024 | Ma da                       | Bà Lệ                   |
| 2024 | Chị dâu                     | Bà Nhị                  |

### Phim truyền hình
| Năm  | Tựa Phim              | Vai Diễn         | Kênh       |
| ---- | --------------------- | ---------------- | ---------- |
| 2004 | Một chuyến phiêu lưu  | Bà Tám "ma cô"   | HTV7       |
| 2006 | Tuyết nhiệt đới       | Thắm             | HTV9       |
| 2009 | Những thiên thần nhỏ  | Bà Tám           | HTV7       |
| 2012 | Chàng mập nghĩa tình  | Út Đào           | SCTV14     |
| 2013 | Yêu thuê              | Bà Hai           | Let's Viet |
| 2013 | Hai người cha         | Út Mai           | SCTV14     |
| 2014 | Dạ khúc nguyệt cầm    | Mai Hồng         | VTV8       |
| 2019 | Nhà ông hoàng có vàng | Bà Hai/Hương Thị | SCTV14     |
| 2020 | Hợp đồng yêu đương    | Bà Quản Gia      | TodayTV    |
| 2021 | Dương thế bao la sầu  | Bà hội đồng Bùi  | SCTV14     |
| 2022 | Tình thắm duyên xuân  | Bà Bảy nhị       | THVL1      |
| 2022 | Bến lỡ liêu xiêu      | Bà Cả Dung       | QPVN       |
| 2023 | Biển nhớ thiên di     | Út Mén           | HTV7       |

### Phim chiếu mạng
| Năm  | Tựa Phim       | Vai Diễn | Kênh    |
| ---- | -------------- | -------- | ------- |
| 2019 | Trật tự mới    | Ông nội  | YouTube |
| 2020 | Cân mẹ         | Chị Ba   | YouTube |
| 2020 | Yêu lại từ đầu | Chị Tiên | YouTube |
| 2022 | Xóm Chùa       | Ông Nội  | YouTube |

## Truyền hình

### Dẫn chương trình
- A-ha 2014, 2015 (HTV)
- Ăn vặt cùng người nổi tiếng 2015 (Việt Hương TV - YouTube)
- Đàn ông phải thế (My Man Can) 2015, 2016, 2017 (HTV)
- Chuẩn cơm mẹ nấu (dẫn cùng Đại Nghĩa) (My mom cooks better than yours) 2015, 2016, 2017, 2019 (VTV)
- Siêu nhí tranh tài 2016 (THVL1)
- Là vợ phải thế 2017 (HTV7)
- Thiên thần đi học, 2017 (THVL1)
- Phiên tòa tình yêu, 2017 (HTV)
- Tần số tình yêu, 2018, 2019 (HTV7) (dẫn cùng Hoàng Sơn, Hoàng Rapper)
- Tối chủ nhật vui vẻ, 2019 (VTV3)
- Vượt thành chiến, 2019 (VTV3) (dẫn cùng Đại Nghĩa)
- Bí Kíp Vàng, 2020 (HTV7)
- Cơ hội đổi đời, 2021 (HTV7) (dẫn cùng Đại Nghĩa)
- Tôi yêu Chợ Việt, 2022 (BigVision Media - Báo Thanh niên)
- Đối đầu đỉnh cao, 2022 (VTV3) (dẫn cùng Minh Xù)

### Giám khảo
- The Next Comedians 2024 (Tập chung kết)
- Cặp đôi hài hước 2018 (THVL1)
- Cùng nhau tỏa sáng 2014, 2015 - THVL1 (Khách mời tập 7, chung kết)
- Cười Xuyên Việt 2015, THVL1 (khách mời Chung kết)
- Tôi là người chiến thắng (The Winner Is) - HTV7 (2014)
- Người bí ẩn (Odd One In) 2014, 2015, 2018 (HTV)
- VStar-Kids 2015, 2017 (VietFaceTV)
- Thử thách người nổi tiếng (Get Your Act Together) 2015 (THVL1)
- Cười Xuyên Việt (phiên bản Nghệ sĩ) 2015 (THVL1)
- Thách thức danh hài (Crack Them Up) 2014, 2015. (HTV7)
- Vietnam's Got Talent, mùa 4 (VTV3)
- Làng hài mở hội, 2016, 2017 (THVL1)
- Người Nghệ sĩ đa tài, 2016, 2017 (THVL1)
- Lò võ tiếu lâm, 2016 (THVL1)
- Bước nhảy ngàn cân, 2016 (VTV3, Khách mời tập 7)
- Ca sĩ Bí ẩn, 2017, 2018, 2019,2020 (HTV7)
- Dạ khúc tình yêu, 2017 (HTV7, Khách mời tập 9)
- Thử tài siêu nhí mùa 2, 2017 (THVL1)
- Cười xuyên Việt, 2017 (Phiên bản thường và Phiên bản Nghệ sĩ), (THVL1)
- Sinh ra để toả sáng, 2017 (VTV3)
- Bước nhảy ngàn cân, 2017 (VTV3) mùa 3
- Sàn chiến giọng hát, 2022 (VTV3) mùa 4

### Diễn viên
- Bí mật đêm Chủ Nhật (Whose Line Is It Anyway?) 2015, 2017 (HTV7)
- Hội Ngộ Danh Hài 2013, 2014, 2015, 2016 (HTV7)
- Ơn giời cậu đây rồi! (Thank God You Are Here) 2014, 2015 (VTV3)
- Tài Tiếu Tuyệt 2013-2015 (HTV2)
- Song đấu 2016 (VTV3)
- Chuyện của Nàng (THVL1), 2015
- Ai cũng bật cười (HTV2), 2016
- Kỳ tài thách đấu (HTV7), 2017
- Bác sĩ ơi tại sao (HTV7)
- Tiếp chiêu đi chờ chi (HTV7), 2021

## Các tiết mục biểu diễn trên sân khấu hải ngoại

### Trung tâm Vân Sơn
| STT | Tiết mục                   | Thể hiện với              | Chương trình | Năm  |
| --- | -------------------------- | ------------------------- | ------------ | ---- |
| 1   | Hài kịch: Học Tài Thi Phận | Vân Sơn, Bảo Liêm         | Vân Sơn 36   | 2007 |
| 2   | Hài kịch: Về Quê Ngoại     | Minh Nhí, Trang Thanh Lan | Vân Sơn 38   | 2007 |

### Trung tâm Thúy Nga
| STT | Tiết mục                                                               | Thể hiện với                                                              | Chương trình                 | Năm  |
| --- | ---------------------------------------------------------------------- | ------------------------------------------------------------------------- | ---------------------------- | ---- |
| 1   | Hài kịch: Kỳ Phùng Địch Thủ (Nguyễn Ngọc Ngạn)                         | Chí Tài, Hoài Tâm, Kiều Linh                                              | Paris By Night 92            | 2008 |
| 2   | Hài kịch: Về Quê Xưa (Nguyễn Ngọc Ngạn)                                | Chí Tài, Hoài Tâm, Nguyễn Huy                                             | Paris By Night 95            | 2009 |
| 3   | Hài kịch: Tìm Vợ (Việt Hương)                                          | Hoài Tâm                                                                  | Paris By Night 97            | 2009 |
| 4   | Hài kịch: Hữu Duyên Thiên Lý (Việt Hương)                              | Hoài Tâm                                                                  | Paris By Night 100 VIP Party | 2010 |
| 5   | Chúc Xuân (Lữ Liên)                                                    | Thúy Nga, Bé Tí                                                           | Paris By Night 101           | 2011 |
| 6   | Hài kịch: Môn Đăng Hộ Đối (Nguyễn Ngọc Ngạn)                           | Chí Tài, Hoài Tâm, Hương Thủy                                             | Paris By Night 103           | 2011 |
| 7   | Hài kịch: Mình Bắt Đầu Từ Đây (Nguyễn Ngọc Ngạn)                       | Chí Tài, Thúy Nga, Hoài Tâm, Bằng Kiều,                                   | Paris By Night 104           | 2011 |
| 8   | Hài kịch: Đệ Tử Chân Truyền (Nguyễn Ngọc Ngạn)                         | Thúy Nga, Hoài Tâm, Bằng Kiều                                             | Paris By Night 105           | 2012 |
| 9   | Kịch: Cha Già Dấu Yêu (Nguyễn Ngọc Ngạn)                               | Chí Tài, Thúy Nga, Hoài Tâm                                               | Paris By Night 106           | 2012 |
| 10  | Hài kịch: Tân Thần Điêu Đại Hiệp (Việt Hương)                          | Hoài Tâm                                                                  | Paris By Night 106 VIP Party | 2013 |
| 11  | Hài kịch: Thể Dục Thẩm mỹ (Nguyễn Ngọc Ngạn)                           | Chí Tài, Thúy Nga, Hoài Tâm, Kỳ Duyên, Nhật Bình, Hằng Ni                 | Paris By Night 107           | 2013 |
| 12  | Hài kịch: Hoa Hậu Phu Nhân (Nguyễn Ngọc Ngạn)                          | Chí Tài, Hoài Tâm, Thúy Nga, Nguyên Khoa                                  | Paris By Night 108           | 2013 |
| 13  | Hài kịch: Tuyển Lựa Tài Năng Trẻ (Việt Hương)                          | Hoài Tâm                                                                  | VSTAR 2013 - Đêm Trao Giải   | 2013 |
| 14  | Hài kịch: Tấm Cám Vượt Thời Gian (Nguyễn Ngọc Ngạn)                    | Chí Tài, Thúy Nga, Hoài Tâm, Hương Thủy                                   | Paris By Night 109           | 2013 |
| 15  | Hài kịch: Đại Gia Đình                                                 | Hoài Linh, Chí Tài, Thúy Nga, Hoài Tâm, Bé Tí, Nguyên Khoa, Long Đẹp Trai | Paris By Night 109 VIP Party | 2013 |
| 16  | Hài kịch: Ông Táo Chầu Trời (Nguyễn Ngọc Ngạn)                         | Bảo Quốc, Thúy Nga, Hoài Tâm, Duy Trường                                  | Paris By Night 110           | 2014 |
| 17  | Hài kịch: Xàm Xí (Nguyễn Ngọc Ngạn)                                    | Hoài Linh, Chí Tài, Thúy Nga                                              | Paris By Night 111           | 2014 |
| 18  | Hài kịch: Cuộc thi Tài Năng Vi Vu (Nhóm Nụ cười Mới)                   | Chí Tài, Thúy Nga, Hoài Tâm, Long Đẹp Trai                                | Paris By Night 112           | 2014 |
| 19  | Hài kịch: Nha Sĩ Phục Hận (Nguyễn Ngọc Ngạn)                           | Chí Tài, Hoài Tâm, Hương Thủy                                             | Paris By Night 115           | 2015 |
| 20  | PBN 116 Opening                                                        | Hoài Linh, Chí Tài, Trấn Thành, Việt Hương, Hoài Tâm                      | Paris By Night 116           | 2015 |
| 21  | Hài kịch: Gia Đình Tuổi Thân (Hoàng Khánh)                             | Hoài Linh, Hoài Tâm, Anh Đức                                              | Paris By Night 116           | 2015 |
| 22  | Hài kịch: Đòi Nợ Cuối Năm (Nguyễn Ngọc Ngạn)                           | Thúy Nga, Hoài Tâm, Nhật Bình                                             | Paris By Night 117           | 2016 |
| 23  | Hài kịch: Nối Lại Duyên Xưa (Nguyễn Ngọc Ngạn)                         | Chí Tài, Hoài Tâm, Hương Thủy, Nguyễn Hồng Nhung                          | Paris By Night 122           | 2017 |
| 24  | Hài kịch: Bài Học Nhớ Đời (Nguyễn Ngọc Ngạn)                           | Chí Tài, Hoài Tâm, Thúy Nga                                               | Paris By Night 123           | 2017 |
| 25  | Hài Kịch: Quán Chè Kỷ Niệm                                             | Hoài Tâm, Trịnh Hà Kim Ngân, Mira Minh Châu                               | Gió Mùa Xuân Tới             | 2018 |
| 26  | Hài kịch: Cho Nhau Mùa Xuân (Nguyễn Ngọc Ngạn)                         | Chí Tài, Thúy Nga, Hà Thanh Xuân                                          | Paris By Night 124           | 2018 |
| 27  | Hài kịch: Làm Đẹp Cho Đời (Nguyễn Ngọc Ngạn)                           | Hoài Tâm, Hương Thủy, Đan Nguyên                                          | Paris By Night 126           | 2018 |
| 28  | Hài kịch: Tình Có Như Không (Nguyễn Sinh)                              | Chí Tài, Hoài Tâm                                                         | Paris By Night 127           | 2018 |
| 29  | Hài kịch: Chuyện Ngày 30 Tết (Trung Dân)                               | Hoài Linh, Chí Tài, Trung Dân, Hoài Tâm                                   | Paris By Night 128           | 2019 |
| 30  | Hài kịch: Pháp Sư Trần Phiêu Diêu Tái Xuất Giang Hồ (Nguyễn Ngọc Ngạn) | Hoài Linh, Hà Thanh Xuân                                                  | Paris By Night 128           | 2019 |
| 31  | Hài kịch: Một Ngày Ở Tiệm Nail (Nguyễn Ngọc Ngạn)                      | Hồng Đào, Hoài Tâm, Thúy Nga, Hà Thanh Xuân                               | Paris By Night 129           | 2019 |
| 32  | Hài kịch: Tài Khoản Ngân Hàng (Nguyễn Ngọc Ngạn)                       | Chí Tài, Hoài Tâm, Thúy Nga, Hà Thanh Xuân                                | Paris By Night 130           | 2020 |
| 33  | Hài kịch: Như Một Cuộc Chia Tay (Nhóm kịch Thúy Nga)                   | Hồng Đào, Trang Thanh Lan, Hoài Tâm                                       | Paris By Night 133           | 2022 |
| 34  | Hài kịch: Lời Cảm Ơn Nguyễn Ngọc Ngạn (Nhóm kịch Thúy Nga)             | Hồng Đào, Hoài Tâm, Thuận Nguyễn                                          | Paris By Night 134           | 2023 |
| 35  | Hài kịch: Hoa Hậu Kén Chồng (Huỳnh Tiến Khoa)                          | Hoài Linh, Hoài Tâm, Hoàng Phi                                            | Paris By Night 136           | 2024 |

## Giải thưởng
| Năm  | Giải Thưởng                                | Hạng Mục                                     | Tác Phẩm Đề Cử        | Kết Quả         |
| ---- | ------------------------------------------ | -------------------------------------------- | --------------------- | --------------- |
| 1999 | Liên hoan Sân khấu Chuyên nghiệp Toàn quốc | Diễn viên xuất sắc                           |                       | Huy chương vàng |
| 2004 | Tạp chí Sân khấu                           | Nữ Diễn viên Xuất sắc Nhất                   |                       | Đoạt giải       |
| 2005 | Giải Mai Vàng                              | Diễn viên Hài                                | Sự cám dỗ dịu dàng    | Đoạt giải       |
| 2007 | HTV Awards                                 | Nghệ sĩ Hài được yêu thích nhất              |                       | Đoạt giải       |
| 2014 | Giải Mai Vàng                              | Diễn viên Hài                                | Ơn giời, cậu đây rồi! | Đề cử           |
| 2014 | Giải Mai Vàng                              | Người dẫn chương trình                       | Àha                   | Đề cử           |
| 2015 | Giải Mai Vàng                              | Diễn viên Hài                                | Ơn giời, cậu đây rồi! | Đề cử           |
| 2015 | Giải Mai Vàng                              | Người dẫn chương trình                       | Àha                   | Đề cử           |
| 2015 | Ấn Tượng VTV                               | Nghệ sĩ hài Ấn tượng                         |                       | Đề cử           |
| 2015 | HTV Awards                                 | Nghệ sĩ Hài được yêu thích nhất              |                       | Đề cử           |
| 2016 | Giải Mai Vàng                              | Diễn viên Hài                                | Hương Show            | Đề cử           |
| 2016 | Ấn Tượng VTV                               | Dẫn chương trình Ấn tượng                    |                       | Đề cử           |
| 2016 | Ấn Tượng VTV                               | Nghệ sĩ hài Ấn tượng                         |                       | Đề cử           |
| 2017 | Giải Mai Vàng                              | Diễn viên Hài                                | Bí mật đêm chủ nhật   | Đề cử           |
| 2021 | Giải Ngôi Sao Xanh                         | Nữ diễn viên truyền hình xuất sắc nhất       | Nhà ông Hoàng có vàng | Đề cử           |
| 2021 | Giải Ngôi Sao Xanh                         | Nữ diễn viên truyền hình được yêu thích nhất | Nhà ông Hoàng có vàng | Đề cử           |
| 2021 | Giải Ngôi Sao Xanh                         | Nữ diễn viên truyền hình xuất sắc nhất       | Dương thế bao la sầu  | Đoạt giải       |
| 2021 | Giải Ngôi Sao Xanh                         | Nữ diễn viên truyền hình được yêu thích nhất | Dương thế bao la sầu  | Đề cử           |
| 2022 | Liên Hoan Kịch Nói Toàn Quốc               |                                              | Lạc giữa biển người   | Huy chương vàng |

## Đời tư
Năm 1999, Việt Hương kết hôn với đạo diễn Nguyễn Quang Minh, cả hai đã ly hôn vào năm 2002. Đến năm 2007, bà kết hôn lần hai với nhạc sĩ, nhạc công saxophone Nguyễn Hoài Phương (người Mỹ gốc Việt) và sinh được một bé gái tên là Elyza Phương Vy, do bà muốn ở Việt Nam tiếp tục công việc nên con gái ở Mỹ với chồng. Ngoài ra bà và chồng nhận nuôi một bé trai tên là Henry (bố là người Đức và mẹ là người Việt).